# Chronologie des systèmes d'exploitation
Cet article présente la chronologie des événements dans l'histoire des systèmes d'exploitation de 1951 à aujourd'hui.

## Années 1950
- 1951
  - LEO I (Lyons Electronic Office)[1], le développement commercial de l'ordinateur EDSAC, supporté par la firme britannique J. Lyons and Co. (en)

- 1954
  - Le système d'exploitation du MIT pour l'UNIVAC 1103[2]

- 1955
  - Le système d'exploitation de General Motors pour l'IBM 701[3]

- 1956
  - GM-NAA I/O pour l'IBM 704, ce système était basé sur le système d'exploitation de General Motors pour l'IBM 701

- 1957
  - Atlas Supervisor (Manchester University) (Atlas computer project start)
  - BESYS (en) (Bell Labs), pour l'IBM 7090 et l'IBM 7094

- 1958
  - University of Michigan Executive System (en) (UMES), pour l'IBM 704, 709 et 7090

- 1959
  - SHARE Operating System (en) (SOS), basé sur GM-NAA I/O

## Années 1960
- 1961
  - CTSS
- 1962
  - GCOS
- 1964
  - EXEC 8 (en)
  - OS/360 (annoncé)
  - TOPS-10 (en)
- 1965
  - Multics (annoncé)
  - OS/360 (disponible)
  - Tape Operating System (en) (TOS)
- 1966
  - DOS/360 (en) (IBM)
  - MS/8 (en)
- 1967
  - ACP (IBM)
  - CP/CMS (en)
  - ITS
  - WAITS (en)

- 1969
  - TENEX
  - Unic (précurseur d'Unix)

## Années 1970
- 1970
  - DOS/BATCH 11 (en) (PDP-11)
- 1971
  - OS/8 (en)
- 1972
  - MFT (en)
  - MVT (en)
  - RDOS (en)
  - SVS (en)
  - VM/CMS
- 1973
  - Alto OS
  - RSX-11D (en)
  - RT-11 (en)
  - VME (en)
- 1974
  - MVS (MVS/XA)
- 1976
  - CP/M
  - TOPS-20
- 1978
  - Apple DOS 3.1 (premier OS d'Apple)
  - TripOS
  - VMS
  - Machine Lisp (CADR)
- 1979
  - POS
  - IBM System/38

## Années 1980
- 1980
  - OS-9
  - QDOS
  - SOS (Sophisticated Operating System) (en)
  - XDE (Tajo) (Xerox Development Environment)
  - Xenix
- 1981
  - MS-DOS
- 1982
  - SunOS (1.0)
  - Ultrix
- 1983
  - Lisa OS
  - Coherent
  - ProDOS
- 1984
  - AMSDOS
  - MacOS (System 1.0)
  - QNX
  - UniCOS
- 1985
  - AmigaOS
  - Atari TOS
  - MIPS OS (en)
  - Microsoft Windows 1.0 (premier Windows)
- 1986
  - AIX
  - GS-OS
  - HP-UX
- 1987
  - Arthur (en)
  - IRIX (3.0 est la première version SGI)
  - Minix
  - OS/2 (1.0)
  - Microsoft Windows 2.0
  - DR-DOS
- 1988
  - A/UX (Apple Computer)
  - LynxOS
  - MVS/ESA
  - OS/400
- 1989
  - NeXTSTEP (1.0)
  - RISC OS
  - SCO Unix (release 3)

## Années 1990
- 1990
  - AmigaOS 2.0
  - BeOS (v1)
  - OSF/1
  - Novell DOS
  - Microsoft Windows 3.0
- 1991
  - Linux 0.01
- 1992
  - 386BSD 0.1
  - AmigaOS 3.0
  - Solaris (2.0 est la première à ne pas être appelée SunOS)
  - Windows 3.1
- 1993
  - Plan 9 (Première Édition)
  - FreeBSD
  - NetBSD
  - Windows NT 3.1 (première version de NT)
- 1994
  - Linux 1.0
- 1995
  - Digital Unix (alias Tru64)
  - OpenBSD
  - OS/390
  - Windows 95
  - Linux 1.2
- 1996
  - Windows NT 4.0
  - Linux 2.0
  - Open DOS
- 1997
  - Inferno
  - Mac OS 7.6 (première version officiellement nommée Mac OS)
  - SkyOS
- 1998
  - Windows 98
- 1999
  - AROS (Boot for the first time in Stand Alone version)
  - Mac OS 8

## Années 2000
- 2000
  - AtheOS
  - Mac OS 9
  - MorphOS
  - Windows 2000
  - Windows Me (Millennium Edition)
- 2001
  - Linux 2.4
  - AmigaOS 4.0 (mai 2001)
  - Mac OS X 10.0 Cheetah (« guépard ») en mars
  - Mac OS X 10.1 Puma, en septembre
  - Windows XP
  - Z/OS
- 2002
  - Syllable
  - Mac OS X 10.2 Jaguar
- 2003
  - Mac OS X 10.3 Panther
  - Windows Server 2003
  - Linux 2.6
- 2005
  - Mac OS X 10.4 Tiger
  - Windows Server 2003 R2
- 2007
  - Windows Vista
  - Mac OS X 10.5 Leopard
- 2008
  - Windows Server 2008
- 2009
  - Windows 7
  - Mac OS X 10.6 Snow Leopard
  - Windows Server 2008 R2

## Années 2010
- 2011
  - Linux 3.0
  - Mac OS X 10.7 Lion
- 2012
  - OS X 10.8 Mountain Lion (abandon du nom « Mac OS X » au profit de « OS X »)
  - Windows 8
  - Windows Server 2012
- 2013
  - OS X 10.9 Mavericks
- 2014
  - AmigaOS 4.1 Final Edition
  - OS X 10.10 Yosemite
  - RedHat 7
- 2015
  - Windows 10
  - Mac OS X 10.11 El Capitan
- 2016
  - Windows Server 2016
  - MacOS Sierra 10.12
- 2017
  - MacOS High Sierra 10.13
- 2018
  - MacOS Mojave 10.14
- 2019
  - MacOS Catalina 10.15

## Années 2020
- 2020
  - MacOS Big Sur 10.15.5
- 2021
  - Windows 11
  - Windows Server 2022
  - MacOS Monterey 12
- 2022
  - MacOS Ventura 13